# Zgórsko (Zagrody)
Zgórsko – część wsi Zagrody w Polsce w województwie świętokrzyskim, w powiecie kieleckim, w gminie Nowiny.
Wieś leżąca w powiecie chęcińskim województwa sandomierskiego należała w XVI wieku do Tarłów. W latach 1975–1998 miejscowość należała administracyjnie do województwa kieleckiego.
Miejscowość położona jest w Górach Świętokrzyskich na zboczu Pasma Zgórskiego. W ostatnich latach nastąpiło przyspieszenie rozbudowy miejscowości. W Zgórsku znajduje się dom pomocy społecznej.
Przez wieś przechodzi  czerwony szlak turystyczny z Kielc do Chęcin.
W Zgórsku znajduje się XIX-wieczny park, wpisany do rejestru zabytków nieruchomych (nr rej.: A.460 z 17.12.1957).